# Терешкевич, Надя
Надя Терешкевич (фр. Nadia Tereszkiewicz; род. 24 мая 1996, Версаль) — французская актриса польского происхождения.

## Биография
Надя Терешкевич родилась в 1996 году в Версале. Её отец — поляк, мать — финка. Терешкевич училась танцам в школе Розеллы Хайтауэр, изучала литературоведение в лицее Мольера, актёрское мастерство в школе Cours Florent. Дебютировала в кино в 2016 году, в фильме «Танцовщица». Первая её заметная роль — в картине «Магия зверя» (2019). В 2022 году Терешкевич сыграла главную роль в фильме «Миндальное дерево», в 2023 году вышел фильм Франсуа Озона «Моё преступление» с её участием.